# Échangeur de Wurtzbourg-Ouest
L'échangeur de Wurtzbourg-Ouest est un échangeur autoroutier au sud-ouest de Wurtzbourg, dans le Land de Bavière. Ici commence la Bundesautobahn 81 avec une bifurcation vers la Bundesautobahn 3.

## Géographie
L'échangeur se situe à la limite de la commune d'Eisingen, dans la forêt d'Irtenberg, à environ 10 km au sud-ouest du centre-ville de Wurtzbourg.
L'échangeur se situe sur la route européenne 41 et au début de la route européenne 43.

## Histoire
La section de la nouvelle Bundesautobahn 3 de Weibersbrunn à Wurtzbourg ouvre le 27 octobre 1961. Quand la Bundesautobahn 81 est construite pendant les années 1970, une connexion avec la Bundesautobahn 3 doit être faite.
L'échangeur est conçu comme une croix de Malte incomplète. Au nord, on prévoit une extension de l'A81 vers la rocade nord de Wurtzbourg pour la Bundesautobahn 7, cependant elle ne sera jamais faite.
Dans les plans de la nouvelle rocade ouest de Würzburg, la Bundesstraße 26n, on prévoit une liaison avec l'échangeur. La liaison prévoit un tunnel entre Eisingen et Waldbrunn. Début 2010, de nouveaux plans font de la jonction de Helmstadt le début de la Bundesstraße 26n.

## Trafic
L'échangeur voit passer 100 000 voitures par jour.
| De                  | Vers                     | Fréquentation quotidienne moyenne | Pourcentage du trafic |
| ------------------- | ------------------------ | --------------------------------- | --------------------- |
| AS Helmstadt (A 3)  | AD Wurtzbourg-Ouest      | 59 500                            | 20,8 %                |
| AD Wurtzbourg-Ouest | AS Wurtzbourg/Kist (A 3) | 75 000                            | 21,6 %                |
| AD Wurtzbourg-Ouest | AS Gerchsheim (A 81)     | 26 100                            | 17,2 %                |

## Source de la traduction
- (de) Cet article est partiellement ou en totalité issu de l’article de Wikipédia en allemand intitulé « Autobahndreieck Würzburg-West » (voir la liste des auteurs).